# Turismo de carretera (película de 1968)
Turismo de carretera es una película de Argentina filmada en colores dirigida por Rodolfo Kuhn sobre su propio guion escrito en colaboración con Francisco Urondo y Héctor Grossi que se estrenó el 27 de junio de 1968 y que tuvo como protagonistas a Héctor Pellegrini, María Vaner, Duilio Marzio y Dora Baret. Juan Manuel Bordeu colaboró en el filme como asesor deportivo. El filme también se exhibió con el título de Huracanes en la carretera. Fue filmada parcialmente en Balcarce y Arrecifes.

## Reparto
- Héctor Pellegrini
- María Vaner
- Duilio Marzio
- Dora Baret
- Tito Alonso
- Jorge Rivera López
- Nora Cullen
- María Rosa Gallo
- Oscar Viale
- Marcos Zucker
- Luis Brandoni
- Diego Puente
- Diego Varzi
- María del Carmen Valenzuela
- Oscar Alfredo Gálvez
- Juan Manuel Bordeu
- Juan Manuel Fangio
- Carlos Menditéguy
- Eduardo Casá
- Carmelo Galbato
- Carlos Alberto Pairetti
- Luis Politti

## Comentarios
Clarín opinó:

”Impacto, emoción y devoción del TC.”

Fotografía dijo:

”Conviven molestándose recíprocamente dos films. …uno, el del espléndido mundo de las carreras, los reportajes, la acción, el otro, convoca deshilvanadamente lugares comunes y personajes pueblerinos diseñados con mesura pero sin profundidad. Oscar Gálvez, verdadero prodigio de actuación espontánea…El único ganador absoluto de este trabajo es el talentoso Juan José Stagnaro.”

Por su parte, Manrupe y Portela escriben:

”La descripción costumbrista excelente – las cábalas, los fanatismos, la vida de pueblo- se resiente en una historia previsible. La fotografía color es una de las mejores de la década.”